# 뷰테인

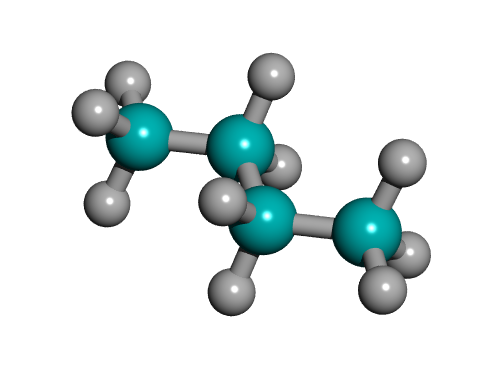
노르말-부탄의 분자 모형

뷰테인(영어: Butane) 또는 부탄(독일어: Butan)은 알칸족 탄화 수소이다.
화학식은 C4H10이고, 노르말-부탄(n-butane) 외에 아이소뷰테인(Isobutane) 이성질체가 있다.
뷰테인은 상온에서 액체로 쉽게 변하는 무색 및 무향의 기체이며, 가연성이기 때문에 연료로 많이 쓰인다. 뷰테인 가스도 뷰테인을 사용해 만들었는데, 많은 나라에서 19세, 20세, 21세 미만에게 뷰테인 가스를 팔지 못하게 하고 있다. (대한민국의 경우, 만 19세 미만은 뷰테인 가스를 사지 못한다.) 뷰테인 가스에서 냄새가 나는 이유는 가스가 용기에서 새어 나올 경우 사람이 인지할 수 있도록 첨가한 부취제(착취제, 불황성 황화합물)의 냄새이다.
몰질량은 58.124g/mol이다.

## 반응 및 용도
산소가 많은 환경에서 뷰테인을 태우면 이산화 탄소와 수증기가 발생하고, 산소가 많이 없는 경우에는 탄소 또는 일산화 탄소가 추가로 발생할 수도 있다.
2 C4H10 + 13 O2 → 8 CO2 + 10 H2O
2 CH3CH2CH2CH3 + 7 O2 → 2 C2H2(CO)2O + 8 H2O
뷰테인 기체는 캔으로 포장되어 요리 및 야외용 연료로 판매된다. 프로페인을 포함한 다른 탄화 수소 물질과 섞은 것을 액화 석유 가스라고 부른다.
아이소뷰테인은 할로메테인을 대체하는 냉각제로도 쓰이고 있다. 일반적인 전자제품에 쓰이는 뷰테인의 양은 실내에 있는 공기의 양에 비해 현저히 적기 때문에 둘은 반응도 할 수 없다고 봐야 하며, 따라서 뷰테인이 가연성 물질임에도 불구하고 전자 제품에 들어간 뷰테인에 의한 화재는 거의 불가능하다.

## 인체에의 영향
뷰테인의 흡입은 졸림, 질식, 부정맥 또는 동상의 원인이 될 수 있으며 빠른 시간 이내에 사망으로 이어지기도 한다. 사람의 목에 뷰테인을 직접적으로 뿌릴 경우에는 뷰테인 액체의 부피가 증가하여 성문경련을 일으키기도 한다.

## 같이 보기
- 사이클로뷰테인
- 다이메틸 에터
- 메틸 에틸 케톤
- 산업 가스